# Basarikatti, Hungund
Basarikatti là một làng thuộc tehsil Hungund, huyện Bagalkot, bang Karnataka, Ấn Độ.